# Philip Pettit

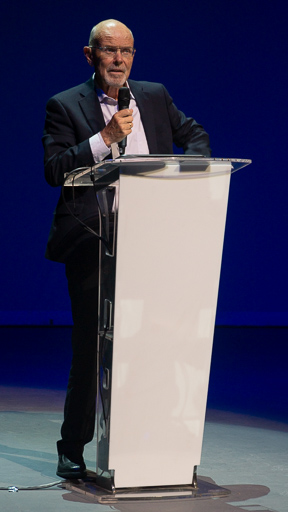
Philip Pettit, 2019

Philip Noel Pettit (* 20. Dezember 1945 in Ballygar, Irland) ist ein irischer Philosoph und Politikwissenschaftler.

## Leben und Werk
Pettit wurde in Ballygar, County Galway geboren. Er absolvierte das Garbally College und studierte dann an der National University of Ireland, Maynooth und der Queen’s University in Belfast. Lange Zeit unterrichtete er als Professor (Professorial Fellow) für Soziologie und Politikwissenschaft an der Research School of Social Sciences der Australian National University. Zu den zahlreichen Ehrungen, die er erfuhr, gehört u. a. die Ehrendoktorwürde der National University of Ireland. Zurzeit (2010/2011) ist er Fellow am Center for Advanced Study in the Behavioral and Social Sciences an der Stanford University.
Pettit ist für seine Variante des Republikanismus bekannt. Sein Buch Republicanism: A Theory of Freedom and Government diente als theoretische Fundierung für politische Reformen in Spanien durch die Regierung José Luis Rodríguez Zapatero. Pettit beschrieb – zusammen mit José Luis Marti – seine Beziehung zu Zapatero in A Political Philosophy in Public Life: Civic Republicanism in Zapatero's Spain.
Pettit ist der Auffassung, dass das Nachdenken über philosophische Probleme auf einem bestimmten Gebiet oft zu brauchbaren Lösungen für Probleme auf ganz anderen Gebieten führt. So sind Standpunkte, die er auf dem Gebiet der Philosophie des Geistes vertritt, förderlich für seine Ansätze zur Lösung von Problemen in der Metaphysik zur Frage der Willensfreiheit und von Problemen der Sozialphilosophie; letztere wiederum helfen ihm, Lösungen für Probleme der Moralphilosophie und der politischen Philosophie zu finden.
Pettit gehört zum Stab der wissenschaftlichen Berater der Fundacion IDEAS, der Denkfabrik der Sozialistischen Partei Spaniens.

## Auszeichnungen
- 2005: Albertus-Magnus-Professur
- 2009: Aufnahme in die American Academy of Arts and Sciences
- 2010: Ehrenmitglied der Royal Irish Academy[4]
- 2013: Korrespondierendes Mitglied der British Academy[5]
- 2017: Companion des Order of Australia

## Schriften
- Judging justice: an introduction to contemporary political philosophy (1980)
- mit Chandran Kukathas, Rawls: 'A Theory of Justice' and its critics, 1990
- The Common Mind; an essay on psychology, society and politics, 1993
- mit John Braithwaite, Not Just Deserts. A Republican Theory of Criminal Justice ISBN 978-0-19-824056-3 (siehe Republican Criminology and Victim Advocacy: Comment, siehe ferner die Rezension in Law and Society Review, Band 28, No. 4 (1994), S. 765–776).
- Republicanism: a theory of freedom and government, 1997
- mit Marcia Baron und Michael Slote, Three Methods of Ethics: a debate, 1997
- A Theory of Freedom: from psychology to the politics of agency, 2001
- Rules, Reasons and Norms: selected essays, 2002
- mit Geoffrey Brennan, The Economy of Esteem: an essay on civil and political society, 2004
- Made with Words: Hobbes on Language, Mind, and Politics, 2007
- mit José Luis Martí, A Political Philosophy in Public Life: Civic Republicanism in Zapatero's Spain, 2010
- Gerechte Freiheit. Ein moralischer Kompass für eine komplexe Welt (= Suhrkamp-Taschenbuch Wissenschaft. Band 2206). 1. Auflage. Suhrkamp Verlag, Berlin 2017, ISBN 978-3-518-29806-0 (englisch: Just freedom. A moral compass for a complex world.).